# Prestwich

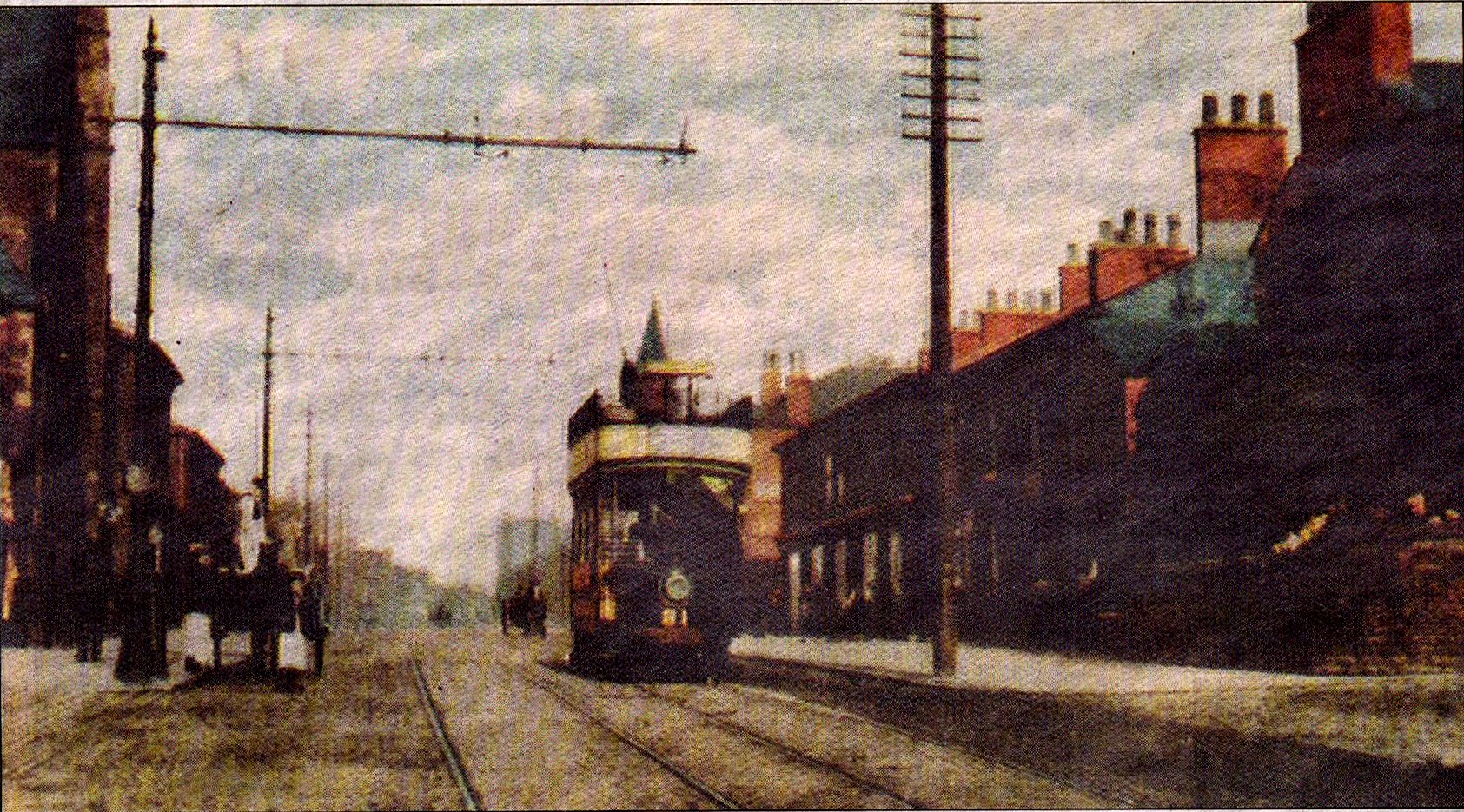
Straßenbahn in Prestwich auf der Fahrt nach Manchester, 1904

Prestwich ist eine Stadt im Metropolitan County Greater Manchester im Nordwesten Englands, zwischen Salford, Manchester und Bury. In Prestwich existiert die zweitgrößte jüdische Gemeinde des Vereinigten Königreichs.

## Geographie
Prestwich liegt auf dem nördlichen Ufer des River Irwell und grenzt im Norden an Whitefield und im Osten an Heaton Park. Westlich des Ortes liegen der Prestwich Forest Park und das Irwell Valley mit Agecroft und Clifton. Südlich von Prestwich liegt die City of Salford. Durch das Stadtgebiet führt in Nord-Süd-Richtung die A56, die das Zentrum von Manchester mit Bury verbindet, und nördlich des Ortes verläuft die M60 von Westen nach Osten.
Geologisch wird das Gebiet geprägt durch im Karbon entstandene Kohleflöze und Sandstein aus der Phase des Westfalium C. Darüber liegen im Quartär entstandene Moränen aus Sand, Kies und Geschiebelehm.

## Geschichte
Durch das Zentrum Prestwichs führt eine alte Römerstraße, die Manchester mit Longridge verband. Es wird angenommen, dass ein römisches Militärlager in Prestwich stand. Die ersten Aufzeichnungen von Prestwich datieren aus dem 11. Jahrhundert.
Während des 19. Jahrhunderts entstand ein weiteres Stadtzentrum an der Bury Old Road als Verbindung der Fairfax Road und der Bury New Road. Mit Bau der Eisenbahn 1881 zogen Händler von Manchester nach Prestwich und bauten sich dort Villen. Das Krankenhaus von Prestwich wurde 1851 gebaut. Im Jahr 1912 war die Bevölkerung auf 12.800 Einwohner gewachsen, und seit den 1930er Jahren bebaute man die verfügbaren Felder, sodass die Einwohnerzahl bis 1961 auf 31.000 stieg.

## Infrastruktur
Der älteste Teil von Prestwich befindet sich an der Bury New Road und wird auch 'Prestwich Village' genannt, wo sich ein Einkaufszentrum, Banken und diverse Cafés befinden.
Im Osten von Prestwich liegt der Heaton Park, der mit 259 Hektar zu den größten städtischen Parks Europas zählt.
Prestwich hat gute Verkehrsanbindungen nach Manchester, Bury und den restlichen Teil von Greater Manchester. Buslinien verbinden Prestwich auch mit Regionen und Orten im Norden wie Salford und Monton. Expresslinien verbinden Prestwich mit Manchester, Burnley und Pendle. Außerdem wird Prestwich an vier Stationen von der Straßenbahnlinie Manchester–Bury angefahren.

## Persönlichkeiten
- William Sturgeon (1783–1850), Physiker und Erfinder, baute den ersten elektrischen Motor und die erste elektromagnetische Zylinderspule. Er lebte in Prestwich und ist auf dem Friedhof St. Mary’s begraben.
- Julie Stevens, Schauspielerin, geboren 1936 in Prestwich
- Noreen Kershaw (* 1950), Schauspielerin, lebt in Prestwich
- Amanda Noar (* 1962), Schauspielerin
- Abbie McManus (* 1993), Fußballspielerin